# Augusta (Kentucky)
Augusta es una ciudad ubicada en el condado de Bracken en el estado estadounidense de Kentucky. En el Censo de 2010 tenía una población de 1190 habitantes y una densidad poblacional de 0,72 personas por km². Se encuentra al norte del estado, a la orilla izquierda o sur del río Ohio, que la separa de Ohio.

## Geografía
Augusta se encuentra ubicada en las coordenadas 36°40′30″N 86°51′30″O / 36.67500, -86.85833. Según la Oficina del Censo de los Estados Unidos, Augusta tiene una superficie total de 1660.84 km², de la cual 1604.51 km² corresponden a tierra firme y (3.39%) 56.33 km² es agua.

## Demografía
Según el censo de 2010, había 1190 personas residiendo en Augusta. La densidad de población era de 0,72 hab./km². De los 1190 habitantes, Augusta estaba compuesto por el 96.97% blancos, el 0.84% eran afroamericanos, el 0.42% eran amerindios, el 0.08% eran asiáticos, el 0% eran isleños del Pacífico, el 0% eran de otras razas y el 1.68% pertenecían a dos o más razas. Del total de la población el 0.84% eran hispanos o latinos de cualquier raza.